# カーボベルデの大統領
カーボベルデの大統領（カーボベルデのだいとうりょう、ポルトガル語: Presidente de Cabo Verde）は、西アフリカのカーボベルデ共和国の元首たる大統領である。

## 選出
大統領は国民の直接選挙により選出される。任期は5年で、3選禁止。大統領選挙に立候補するには、35歳以上のカーボベルデ国民であり、なおかつ3年以上継続してカーボベルデ国内に居住し、1000人から4000人の選挙人を集めた上で最高司法裁判所に赴く必要がある。

## 権限
カーボベルデは半大統領制をとる共和国である。大統領は国家元首であると同時に、首相率いる閣僚評議会（内閣に相当）と行政権を分担して行使する。大統領は国民議会の指名に基づき首相を任命し、首相の提案に基づき閣僚を任命する。軍の最高指揮権や国民議会の解散権、制約はあるが国家緊急権も持つ。首相の要請があれば、閣僚評議会を主催することもできる。
大統領のもとには共和国評議会が置かれ、大統領の諮問機関として機能する。共和国評議会は国民議会議長、首相、最高司法裁判所長官、検事総長、地方問題評議会議長のほか、大統領が任命する2名、国民議会が選出する2名の計9名で構成される。

## 大統領の一覧
| 代   | 大統領                                                               | 大統領                                | 所属政党                                      | 期                            | 在任期間                      | 在任期間     | 備考 |
| ---- | -------------------------------------------------------------------- | ------------------------------------- | --------------------------------------------- | ----------------------------- | ----------------------------- | ------------ | ---- |
| 001  | アリスティデス・ペレイラ Aristides Pereira                           |                                       | ギニア・カーボベルデ 独立アフリカ党 （PAIGC） | 1                             | 1975年7月8日 - 1981年1月      | 15年 + 257日 |      |
| 0(1) | アリスティデス・ペレイラ Aristides Pereira                           | カーボベルデ 独立アフリカ党 （PAICV） | 2                                             | 1981年1月 - 1986年1月         |                               | 15年 + 257日 |      |
| 0(1) | アリスティデス・ペレイラ Aristides Pereira                           | カーボベルデ 独立アフリカ党 （PAICV） | 3                                             | 1986年1月 - 1991年3月22日     |                               | 15年 + 257日 |      |
| 002  | アントニオ・マスカレニャス ・モンテイロ António Mascarenhas Monteiro |                                       | 民主運動 （MpD）                              | 4                             | 1991年3月22日 - 1996年3月22日 | 10年 + 0日   |      |
| 002  | アントニオ・マスカレニャス ・モンテイロ António Mascarenhas Monteiro | 5                                     | 民主運動 （MpD）                              | 1996年3月22日 - 2001年3月22日 |                               | 10年 + 0日   |      |
| 003  | ペドロ・ピレス Pedro Pires                                           |                                       | カーボベルデ 独立アフリカ党 （PAICV）         | 6                             | 2001年3月22日 - 2006年3月22日 | 10年 + 171日 |      |
| 003  | ペドロ・ピレス Pedro Pires                                           | 7                                     | カーボベルデ 独立アフリカ党 （PAICV）         | 2006年3月22日 - 2011年9月9日  |                               | 10年 + 171日 |      |
| 004  | ジョルジェ・カルロス・フォンセカ Jorge Carlos Fonseca                |                                       | 民主運動 （MpD）                              | 8                             | 2011年9月9日 - 2016年10月     | 10年 + 61日  |      |
| 004  | ジョルジェ・カルロス・フォンセカ Jorge Carlos Fonseca                | 9                                     | 民主運動 （MpD）                              | 2016年10月 -2021年11月9日     |                               | 10年 + 61日  |      |
| 005  | ジョゼ・マリア・ヌヴェス José Maria Neves                            |                                       | カーボベルデ 独立アフリカ党 （PAICV）         | 10                            | 2021年11月9日 -（現職）       | 3年 + 127日  |      |